# عقله بنيان (ردمان)

تعديل مصدري - تعديل

عقله بنيان هي إحدى قرى عزلة المريه بني مر بمديرية ردمان التابعة لمحافظة البيضاء، بلغ تعداد سكانها 107 نسمة حسب تعداد اليمن لعام 2004.